# Ugia nigripalpis
Ugia nigripalpis là một loài bướm đêm trong họ Erebidae.